# Westfaliska freden
Westfaliska freden (tyska: der Westfälische Friede (bestämd form) eller Westfälischer Friede (obestämd form), latin: Pax Westphalica) kallas den fred som slöts den 24 oktober 1648 (14 oktober 1648 enligt den gamla kalendern) och som avslutade det trettioåriga kriget och Nederländska frihetskriget.
Namnet kommer från det faktum att fredsunderhandlingarna fördes i städerna Osnabrück och Münster, vilka vid denna tid båda hörde till Westfaliska kretsen av tysk-romerska riket.

## Underhandlingarna
Efter långvariga preliminära förhandlingar hade det bestämts, att fredskongressen skulle ta sin början i Osnabrück och Münster den 11 (21) juli 1643. Detta beslut blev dock inte verkställt. Först i mars 1644 ankom de franska sändebuden till Münster, och den 27 mars samma år höll den svenske ambassadören, friherre Johan Oxenstierna, sitt högtidliga intåg i Osnabrück. En mängd obetydliga tvister bidrog dock till att ännu ett år förhala fredsverket. Lennart Torstensons seger i slaget vid Jankov 1645 gav äntligen större fart åt underhandlingarna. Sändebuden från de olika tyska ständerna samt från Republiken Venedig och Spanien ankom; och slutligen i november 1645 anlände kejserlige ministern greve Maximilian von Trauttmansdorff, då underhandlingarna på allvar började, i Osnabrück mellan kejsaren å den ena samt de evangeliska ständerna och Sverige på den andra sidan, i Münster mellan tysk-romerska riket och Frankrike.

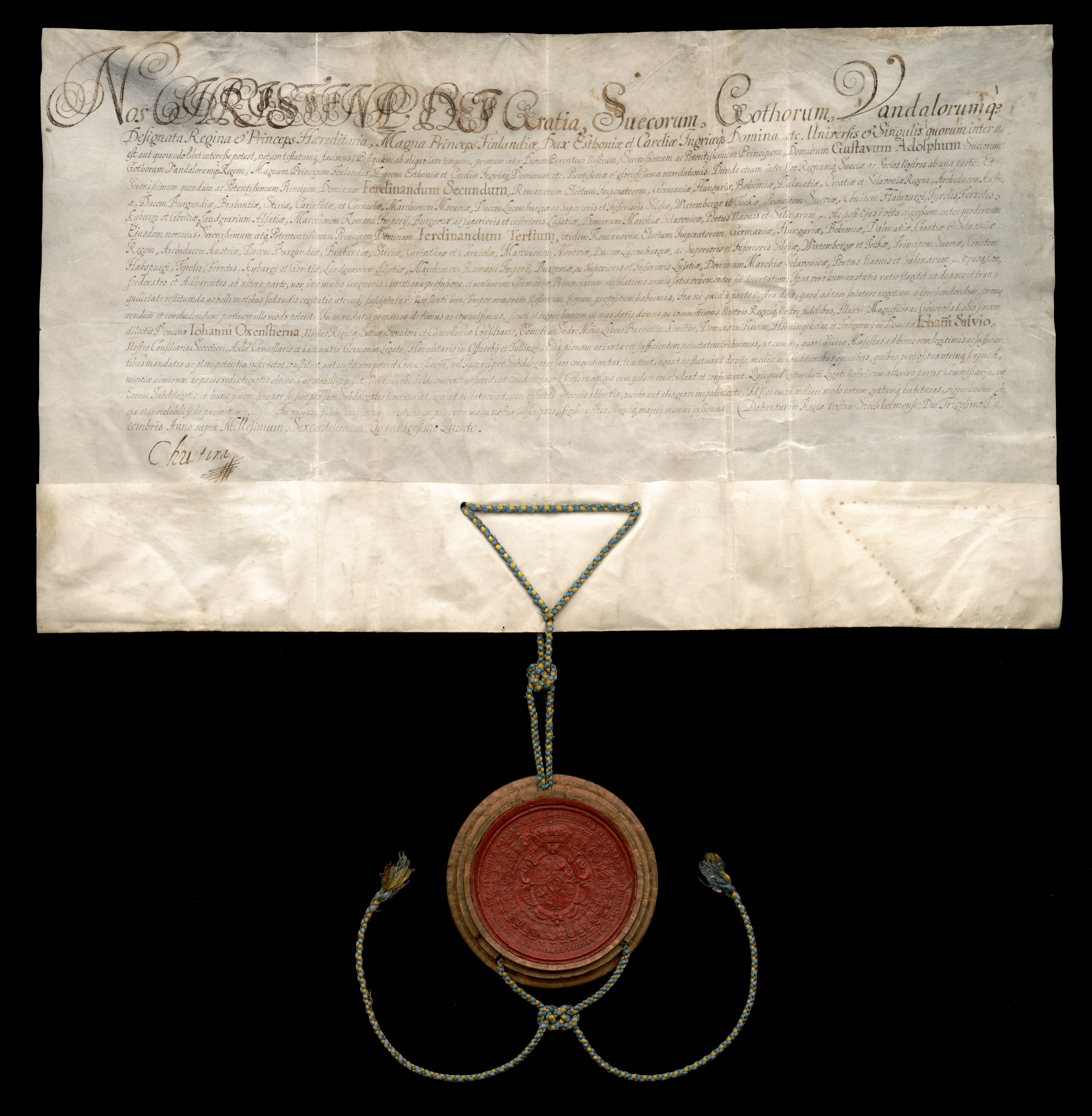
Fredsfördraget i Osnabrück 24 oktober 1648

I territorialfrågor, där det huvudsakligen gällde ersättningsanspråk av riket, höll Sverige och Frankrike samman och understödde varandras fordringar, men i de religiös-kyrkliga tvistefrågorna tog Sverige alltid parti för de tyska protestanterna, vilka hade Sverige att tacka för många för dem lyckliga bestämmelser, under det att Frankrike mera gynnade de katolska riksständernas, i synnerhet Bayerns, yrkanden. Kejsaren stod så gott som utan anhängare. Liksom han i de religiösa frågorna under Sveriges tryck måste göra alla de eftergifter, som han i det långa kriget sökt undvika, så måste han även i rikets politiska angelägenheter lämna ifrån sig nästan alla de befogenheter, som han dittills ägt. Freden undertecknades i Osnabrück och Münster lördagen den 14 (24) oktober 1648.
Med detta blev Sverige och Frankrike garanter för freden, vilket innebar att om det blev krig någonstans i Europa skulle de båda länderna intervenera för att få ett slut på kriget. Sverige fick en liten penningsumma av Frankrike för att Sverige skulle ha tillräckligt mycket pengar för att kunna flytta sin armé runt i Europa, men det belopp som Sverige erhöll räckte inte.

## Deltagande diplomater

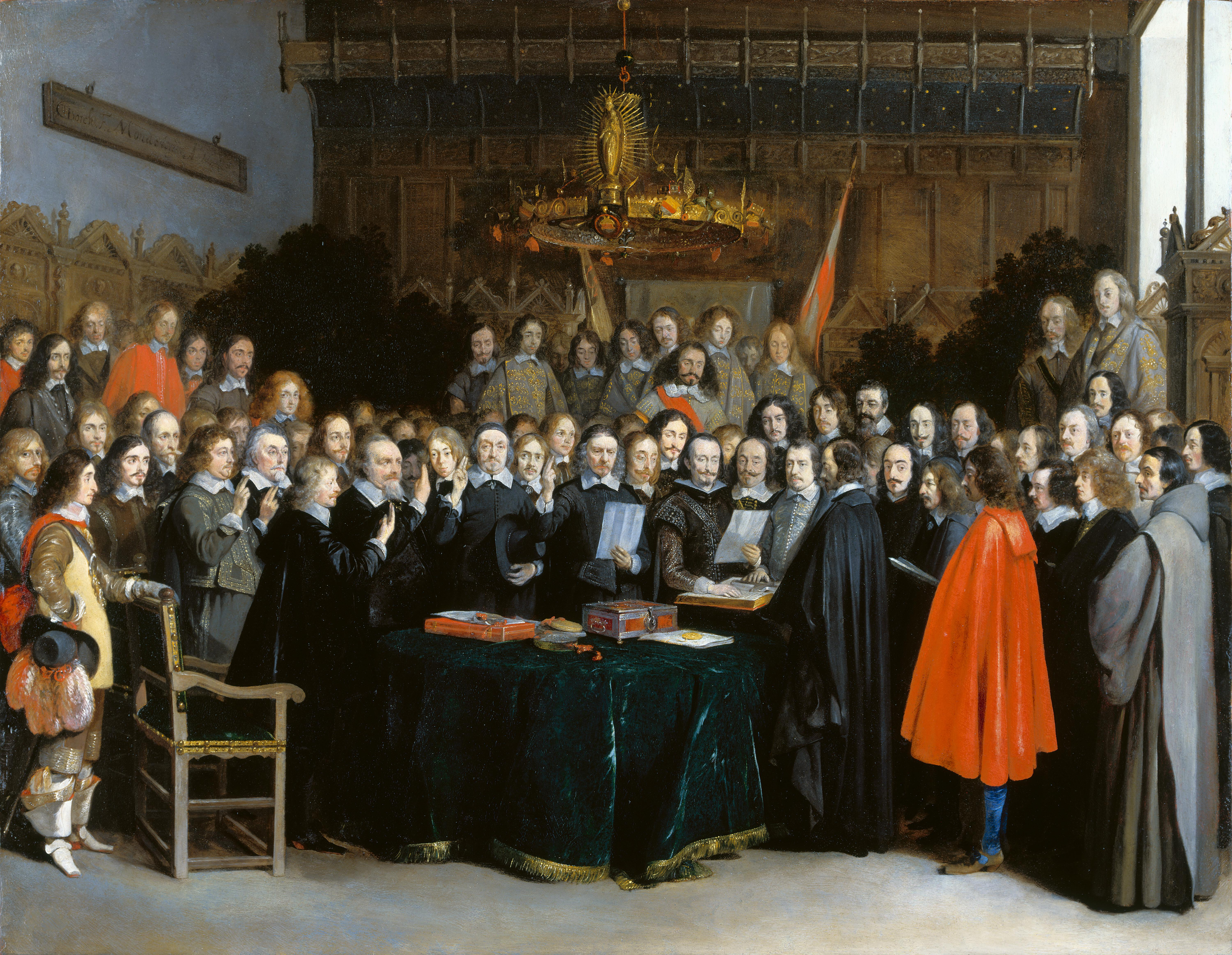
Fredsdelegaterna i Münster, målning av Gerard Terborch från 1648.

Sverige representerades av friherre, under kongressens lopp greve, Johan Oxenstierna och Johan Adler Salvius, vilka sinsemellan var personliga ovänner och därigenom ibland skadade de svenska intressena. Till svenska legationen hörde också residenten i Münster Schering Rosenhane och legationssekreteraren Mattias Biörenklou. Frankrikes ombud var grevarna Claude de Mesmes d'Avaux och Abel de Servien, även de personliga fiender, varför den franska regeringen som principalgesant förordnade Henri d'Orléans, hertig av Longueville, vilken dock helt och hållet leddes av d'Avaux.
Kejsarens främsta ombud var greve Maximilian von Trauttmansdorff. Honom närmast i rang var Johann Ludwig av Nassau och Johann Maximilian von Lamberg, men i inflytande stod näst honom doktor Isak Volmar. Av de tyska ständernas ombud kan nämnas Bayerns friherre von Haslang och doktor J. A. Krebs, Brandenburgs Johannes von Sayn und Wittgenstein, Sachsens hovråden Pistorius och Leuber, Lüneburgs doktor Jakob Lampadius.
Fredsmäklare var påvlige legaten Fabio Chigi (sedan påve under namnet Alexander VII) och venezianen Alvise Contarini. Spanien och Nederländerna var representerade endast i Münster, det förra landet genom greve Guzman de Penaranda, det senare genom Adrian Pauw och Jan van Knuyt. Även Schweiz, storhertigdömet Toscana, hertigdömet Mantua, Savojen, Portugal, Polen och Siebenbürgen (de båda senare länderna dock blott tidtals) hade ombud vid kongressen. Av Europas mera betydande makter saknades sålunda – utom Ryssland och Osmanska riket – endast England och Danmark.

## Wallenstein finansierar Westfaliska freden
Problemet med att sluta Westfaliska freden var att så fort Sverige skrev under fredsavtalet skulle staten gå i bankrutt. Den hade genomfört sitt deltagande i trettioåriga kriget i ett försök att finansiera armén via franska subsidier och genom brandskatter och plundring. Men efter många år då inkomsterna minskat och man fortsatt att kriga på kredit, hade Sverige krediter man inte kunde betala. Detta var en av huvudorsakerna till att fredsförhandlingarna drog ut på tiden.
Lösningen på problemet var att med en militär operation plundra den tidigare österrikiska generalen Wallensteins slott i Prag, där den av kejsaren i onåd fallna och mördade Wallensteins samlade plundring efter år av krig var betydande. Så betydelsefull att så snart det blev känt att räden hade genomförts undertecknades Westfaliska freden. 
Intäkterna betalade krigskrediterna och gjorde många svenska högre officerare mycket rika, där Carl Gustaf Wrangel var ansvarig som generalguvernör i Stralsund över Svenska Pommern för repatrieringen och tjänade en förmögenhet (60 000 riksdaler) som fyllde hans nya Skoklosters slott. Den försåg också den svenska staten med ett betydande materiellt och kulturellt tillskott, såsom Silverbibeln och Djävulsbibeln) fördes till Sverige, och en stor del av bytet hamnade på Drottningholms slott.

## Fredsbestämmelser
Kongressen var Europas första allmänna fredskongress. De viktigaste punkterna i freden var
1. Religiösa bestämmelser: full likställighet (æqualitas exacta mutuaque) för båda religionernas riksständer, i överensstämmelse varmed Augsburgska religionsfreden av 1555 bekräftades och utsträcktes att gälla även för de reformerta ständerna. Med hänsyn till de andliga godsen bestämdes efter långa strider 1 januari 1624 som normaldag, så att de områden, som då var katolska, skulle förbli det, de åter, som då var sekulariserade, skulle fortfara att så vara. I de enskilda länderna skulle invånare av annan religion än statens få rätt till samvetsfrihet, husandakt och utvandring.
2. Statsrättsliga bestämmelser. En ständig riksdag skulle inrättas, i Regensburg, där de katolska och protestantiska ständerna skulle vara alldeles likställda. Den skulle utöva hela lagstiftnings- och beskattningsrätten; men då därvid enstämmighet skulle fordras emellan de tre kurierna och meningsstrider emellan de olika religionsgrupperna i var kuria inte skulle avgöras genom röstpluralitet, utan genom uppgörelse i godo, så innebar denna bestämmelse, att de sista spåren av en tysk centralstyrelse då utplånades. Dessutom fick de olika riksständerna full "landshöghet" i inre angelägenheter samt rätt att ingå förbund med varandra och med utländska makter, dock inte mot kejsaren.
3. Territoriella bestämmelser. Sverige fick hela Vorpommern med öarna Rügen och Usedom,  av Hinterpommern Stettin, Gartz, Damm, Gollnow och ön Wollin jämte mellanliggande vatten samt en sträcka av östra Oderstranden, som skulle bestämmas genom underhandlingar mellan Sverige och Brandenburg, varjämte, om den brandenburgska manslinjen utslocknade, Sverige skulle erhålla även hela det övriga Hinterpommern med Cammin. Vidare erhöll det staden Wismar med fästet Valfisken samt amten Poel och Neukloster, ärkebiskopsstiftet Bremen (men inte staden Bremen) och biskopsstiftet Verden (se Bremen-Verden) samt amten Wildeshausen och Thedinghausen. För dessa områden erhöll det säte och stämma som riksstånd på riks- och kretsdagar samt skulle omväxlande med Brandenburg äga direktorium i Nedersachsiska kretsen. Slutligen erhöll det 5 miljoner riksdaler[6] för att betala sina trupper samt några andra penningsummor. Frankrike fick full besittningsrätt till stiften Metz, Toul och Verdun, som det faktiskt ägt sedan 1552, samt alla österrikiska besittningar i Elsass, nämligen Sundgau, Övre och Nedre Elsass, Breisach och de 10 riksstäderna i detta land. Brandenburg erhöll återstoden av Hinterpommern och stiften Halberstadt, Minden, Cammin och Magdeburg (från 1680). Mecklenburg fick stiften Schwerin och Ratzeburg. Bayern fick behålla Övre Pfalz och kurfurstevärdigheten, men Nedre Pfalz skulle återlämnas till Fredrik V:s son, för vars räkning en ny åttonde kurvärdighet inrättades. Även Hessen-Kassel och Braunschweig-Lüneburg fick några små områden. Schweiz och Nederländerna skildes fullständigt från tysk-romerska riket. Alla furstar för övrigt, som under kriget förlorat sina länder, skulle återfå dem.

Efter freden förhandlades i Nürnberg från september 1649 till juni 1650 om fredsbestämmelsernas verkställande, varefter den definitiva exekutionsrecessen utfärdades. Sveriges ombud i Nürnberg var pfalzgreven Karl Gustaf.

Fredsbankett i Nürnbergs rådhus 25 september 1649. Kopparstick från 1650–1662.

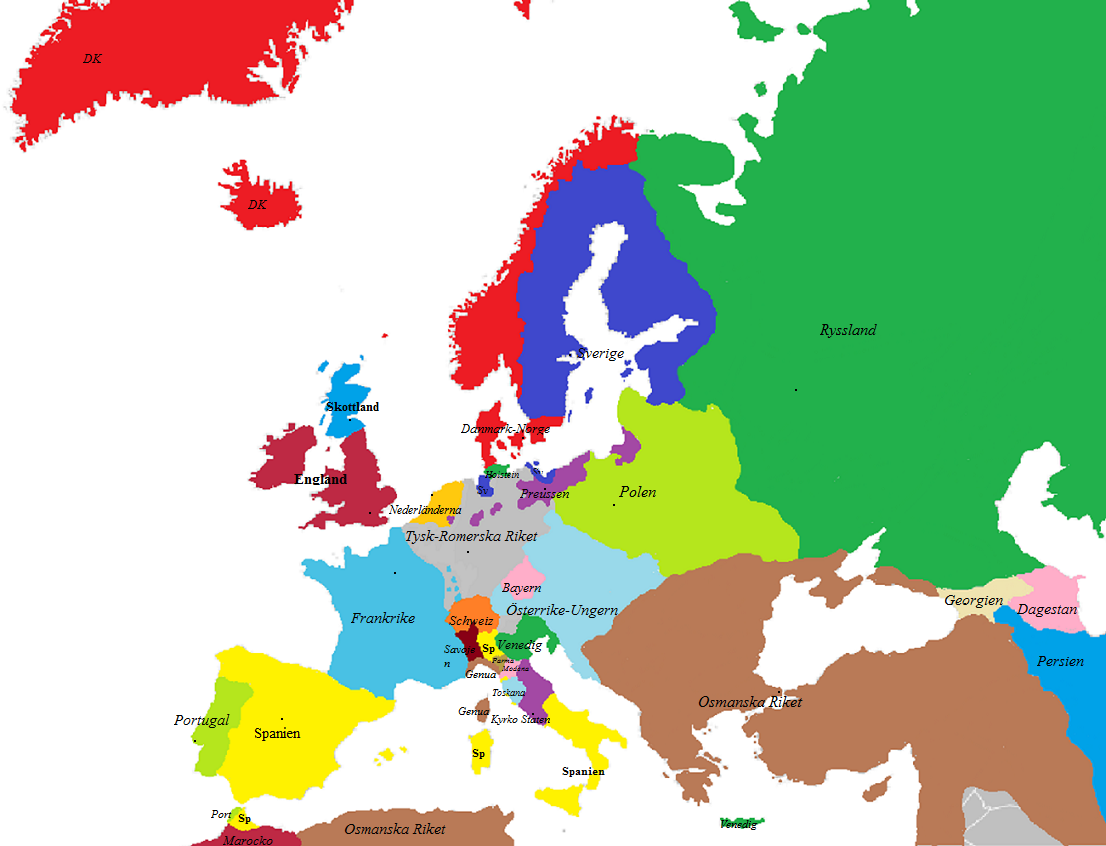
Europa efter freden i Westfalen

### Fotnoter
1. 1 2  ”51-52 (Nordisk familjebok / Uggleupplagan. 32. Werth - Väderkvarn)”. runeberg.org. 6 juni 1921. https://runeberg.org/nfcl/0042.html. Läst 26 augusti 2021.
2. ↑  ”Westfaliska freden”. Nationalencyklopedin. https://www.ne.se/uppslagsverk/encyklopedi/l%C3%A5ng/westfaliska-freden. Läst 23 maj 2019.
3. ↑  Grimberg, Carl. ”440 (Svenska folkets underbara öden / III. Gustaf II Adolfs, Kristinas och Karl X Gustavs tid 1611-1660)”. runeberg.org. https://runeberg.org/sfubon/3/0442.html. Läst 19 december 2020.
4. ↑  Ericson Wolke, Lars (2006). Trettioåriga kriget: Europa i brand 1618-1648. Historiska media. sid. 360. ISBN 978-91-85377-37-4. Läst 25 november 2024
5. ↑  ”Goterna”. Arkiverad från originalet den 13 juli 2013. https://web.archive.org/web/20130713225433/http://update/. Läst 23 augusti 2011.
6. ↑  Ullgren, Peter (2015). En makalös historia: Magnus Gabriel De la Gardies uppgång och fall. Norstedts. sid. 147. ISBN 978-91-1-304083-7. OCLC 924604428. https://www.worldcat.org/title/924604428. Läst 17 februari 2025